# Kārlis Ulmanis
Kārlis Augustus Vilhelms Ulmanis (Bērze, 4 settembre 1877 – Krasnovodsk, 20 settembre 1942) è stato un politico lettone.
Nel 1905 partecipò alla rivoluzione poi soffocata nel sangue; il fallimento dei rivoluzionari lo costrinse a rifugiarsi negli USA per poi rimpatriare nel 1913. Fondatore del Partito lettone dei contadini, fu primo ministro della Lettonia dal 1918 (indipendenza) al 1934. Nel 1936 divenne presidente della Lettonia, ma nel 1940 fu arrestato dai Russi e la Lettonia venne annessa all'Unione Sovietica. Deportato in Turkmenistan, lì morì dimenticato da tutti in una prigione russa nel 1942.

## Biografia

### Infanzia e giovinezza
Kārlis Ulmanis nacque il 4 settembre 1877, in una fattoria sita presso la cittadina di Bērze. Karlis era il terzogenito di una ricca famiglia di proprietari terrieri. A 9 anni iniziò a studiare con il padrino nella scuola elementare parrocchiale della sua città natale. Successivamente frequentò il liceo a Jelgava, senza concludere il ciclo di studi, e abbandonando la scuola nel 1896.
L'anno seguente si trasferì nella Prussia orientale, dove frequentò un corso di agraria con specializzazione in produzioni casearie. Il suo percorso di studi non fu mai completo, tanto che fra il 1902 ed il 1903, il giovane tentò due volte di conseguire il titolo di agronomo, studiando prima presso il Politecnico federale di Zurigo, e un anno dopo presso l'Università di Lipsia. A rendere più complicata la situazione era anche il fatto che i programmi di istruzione superiore da lui frequentati erano considerati semplici corsi accademici più che vere e proprie lauree. Inoltre lo stesso Ulmanis era incostante nel suo percorso. Per questi motivi, dopo aver terminato il corso a Lipsia, pur non avendone i requisiti, si appropriò illegalmente del titolo di agronomo.

### Primi anni di vita politica
Subito dopo aver terminato il corso a Lipsia, nell'estate del 1905, Ulmanis tenne corsi pratici per la popolazione contadina, insegnando tecniche per l’allevamento di suini e la produzione di formaggio, e fu giornalista in Livonia, per il giornale Lauksaimnieks. Fu politicamente attivo durante la Rivoluzione russa del 1905. Il suo primo atto politico fu la pubblicazione di un articolo in cui esprimeva l'idea secondo la quale nelle scuole lettoni andava insegnato in lingua lettone anziché russo. La pubblicazione gli portò conseguenze negative: nel 1906 fu incarcerato a Pskov, e fu rilasciato sei mesi dopo. Mentre le autorità procedevano con le indagini, Ulmanis si trasferì dapprima nella fattoria del fratello per aiutarlo nei campi e poi, nel 1907, si rifugiò a Lipsia, dove lavorò in una scuola invernale di agricoltura. Dopo questo periodo, per evitare l'arresto da parte delle autorità russe, fuggì verso gli Stati Uniti. Durante il suo esilio, inizialmente Ulmanis si trasferì in Nebraska, dove lavorò come operaio in una ditta casearia. Il risultato del duro lavoro lo condusse ben presto all'esaurimento fisico e alla malattia. Dopo un periodo di degenza in ospedale, Ulmanis scelse di intraprendere la carriera accademica presso l'Università del Nebraska-Lincoln, dove conseguì una laurea triennale in agricoltura nel 1909 e insegnò in corsi invernali di agricoltura.
In questo periodo, Ulmanis scoprì di possedere un certo ascendente sulla gente, e di essere capace di persuadere le persone della bontà delle sue ragioni. Ad esempio, grazie a queste capacità, riuscì ad ottenere un prestito di 1500 dollari (una cifra notevole per l'epoca) con cui acquistò un caseificio a Houston, in Texas, che però andò in bancarotta due anni dopo. Ulmanis, tramite alcune mosse finanziarie e politiche, e a seguito di un'amnistia concessa dal governo russo a tutti coloro che erano stati accusati di reati connessi alla Rivoluzione del 1905, nel 1913, poté ritornare in Lettonia.

### Gli inizi della carriera politica
Ritornato in patria, Ulmanis si recò nella città di Valmiera, dove iniziò a lavorare come agronomo presso l'Associazione dei Contadini Baltici. Nel 1915 ottenne l’incarico di istruttore presso l'Associazione Agraria di Riga. Grazie a ciò ottenne rapidamente popolarità fra i membri della comunità agricola. Inoltre, nello stesso periodo, lavorò come editore per il giornale Zeme (Terra, in lettone).
In quel periodo in Europa infuriava la Prima Guerra Mondiale, e i flussi di rifugiati in fuga dal conflitto gli offrirono nuove opportunità per rendere servizio alla comunità. L'occasione per distinguersi capitò nella primavera del 1915, quando l'esercito tedesco invase Courland. Circa 400.000 persone abbandonarono le proprie case, portando con sé milioni di animali da allevamento, per metterli in salvo dalla guerra. Per sostenere questi rifugiati, i rappresentanti delle società lettoni per i rifugiati crearono una rete di comitati di requisizione e riacquisto del bestiame e dei prodotti agricoli dei profughi. Ulmanis era strettamente coinvolto in queste iniziative, tanto che era stato nominato direttore della sede ministeriale presso il Comitato di Soccorso per i rifugiati di Valmiera, ed era quindi responsabile di un servizio con cui poteva dare lavoro a molte persone. Poco dopo, l'Associazione Agraria di Riga istituì il Comitato di Soccorso per i rifugiati Baltico, eleggendo Ulmanis all'interno del suo consiglio. In tal modo, Ulmanis acquisì l’esperienza come politico alle prime armi. Furono proprio la guerra e la conseguente Rivoluzione russa del 1917 che spianarono la strada dell’uomo verso incarichi politici di maggior prestigio. La sua biografia personale era perfetta per lanciarlo nel mondo della politica: le origini benestanti, i titoli di studio conseguiti all'estero, l'attivismo politico durante la rivoluzione russa e il suol ruolo all'interno delle reti a supporto ai rifugiati furono la carta d'identità che presentò al mondo nei turbolenti anni successivi.

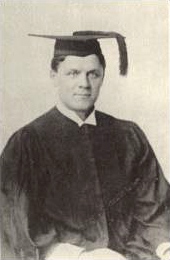
Karlis Ulmanis, studente presso l'Università del Nebraska.

Durante il periodo della rivoluzione, Ulmanis fondò l'Unione degli Agricoltori della Lettonia (LZS) per rivendicare l'indipendenza lettone. Quando, con altri nazionalisti, nel 1918 formò il Consiglio nazionale lettone per proclamare l'indipendenza dalla Russia, fu subito riconosciuto come capo del governo di transizione. Il 18 novembre 1918, il Comitato nazionale proclamò l'indipendenza lettone e Ulmanis divenne Primo ministro del governo provvisorio. Lo stesso giorno, il suo gabinetto rilasciò una dichiarazione sui principi politici del nuovo Stato, che includevano l'integrità territoriale e la democrazia.

### La carriera politica nella Lettonia indipendente
Il nuovo Stato dovette subito lottare per la sua sopravvivenza, durante il periodo caotico che seguì la fine della Prima Guerra Mondiale, quando la nuova nazione fu costretta a combattere per restare indipendente, di fronte alle minacce, alle pressioni, e alle azioni militari dell'Armata Rossa, dei nativi comunisti lettoni, e delle forze tedesche. Il 3 gennaio 1919, truppe bolsceviche, aiutate dai Fucilieri Lettoni Rossi, conquistarono Riga, così come la quasi totalità del territorio lettone. Ulmanis ed il suo governo fuggirono a Liepaja, dove controllavano una piccola area. I bolscevichi, guidati dal comandante Pēteris Stučka, dichiararono l'annessione dei territori conquistati all'Unione Sovietica. Tuttavia, grazie ad alcune defezioni tra i Fucilieri, la presenza di truppe estoni nel nord del Paese, e di volontari tedeschi in tutta la Lettonia, il neostato lettone sopravvisse. Agli inizi del febbraio 1919, il generale tedesco Rüdiger von Goltz raggiunse Liepaja per assumere il controllo di un corpo di soldati. Il generale impedì il reclutamento nell'esercito lettone, e il suo piano era quello di utilizzare la Lettonia come trampolino di lancio per ripristinare l'impero tedesco, che avrebbe incluso l'area del Baltico. I tedeschi stabilirono un governo fantoccio a capo di Andrievs Niedra, ma i loro tentativi di far cadere Ulmanis fallirono, in quanto egli aveva trovato rifugio presso una nave battente bandiera lettone sotto la protezione inglese. L’esercito lettone, sostenuto dagli estoni e dall’Intesa, riuscì a riconquistare Riga il 23 maggio 1919. L’8 luglio il governo di Ulmanis rientrò a Riga dove intraprese iniziative diplomatiche affinché la Lettonia fosse internazionalmente riconosciuta.
Nell’ottobre 1919, durante una battaglia contro l’armata di russi bianchi guidata da Pavel Bermondt-Avalov, Ulmanis fu lievemente ferito. Tuttavia, con un esercito lettone formato dal Generale Jānis Balodis e sostenuto in alcune occasioni dalle forze navali francesi e inglesi e truppe polacche, il nuovo governo riuscì a rimanere saldo di fronte alle minacce. Alla fine di novembre, i tedeschi furono respinti, e presto l’intero territorio lettone fu posto sotto il controllo governativo. L’11 agosto 1920, Ulmanis ratificò un trattato di non aggressione con l’Unione Sovietica, che riconobbe l’indipendenza lettone. Un'assemblea costituente fece diventare la Lettonia una democrazia parlamentare nel 1920.
Dopo l'indipendenza, rimase al potere fino al giugno del 1921, e successivamente continuò a prendere parte nella politica lettone e fu eletto in ogni elezione, ricoprendo l'incarico di primo ministro dal dicembre 1925 al maggio 1926 e dal marzo 1931 al dicembre 1932, e molte volte ricoprì anche l'incarico di ministro degli esteri, della guerra, del welfare e dell'agricoltura. Ulmanis si cimentò anche nel mondo degli affari, fondando la Banca Lettone dei Contadini, progetto che si rivelò di breve durata. Tuttavia, con il passare degli anni la sua immagine politica svanì, e iniziò un momento di grande tensione. Alcuni lo accusavano di corruzione, altri facevano notare che Ulmanis era troppo amichevole con i leader dei partiti rappresentanti minoranze nazionali, specialmente con Mordehai Dubin, leader del partito ebreo ortodosso. Le ultime elezioni mostrarono la concreta e terribile possibilità che Ulmanis non sarebbe mai stato rieletto nelle elezioni future.

### L'ultimo mandato democratico
L'opposizione contro il sistema democratico cominciò a mostrarsi verso la fine degli anni Venti. Le prime proteste riguardavano semplicemente discussioni in cui si esprimeva l'idea di cambiare la Costituzione (Satversme) o la legge elettorale. Tuttavia, i partiti in testa all'epoca, soprattutto l'Unione dei Contadini, scoprirono che modificare la legge elettorale li avrebbe solamente danneggiati. Quindi, nei primi anni Trenta, iniziarono ad apparire proposte per cambiare la costituzione. Le proposte erano basate su un unico filo conduttore: rendere la carica del presidente eleggibile dal popolo e non dai parlamentari e ampliarne i poteri. L'idea che una forte personalità potesse rimpiazzare un parlamento di cento uomini era più forte che mai. Il partito di destra dell'Unione Nazionale e il blocco parlamentare favorevole a Ulmanis supportarono questa proposta.
Il 24 ottobre 1933, una frazione dell'LZS propose un cambiamento radicale nella Satversme. Secondo questa proposta, il numero di parlamentari avrebbe dovuto essere dimezzato, l'età minima per votare alzata a 21 anni, ed il presidente avrebbe dovuto essere eletto dal popolo per cinque anni. I poteri del presidente gli avrebbero permesso di sciogliere il parlamento, rimuovere ministri e sopprimere libertà civili e politiche. La proposta non fu respinta, ma come era da prassi, fu inviata ad una commissione parlamentare per essere esaminata. Questa pratica avrebbe richiesto mesi, e questo era ciò di cui Ulmanis aveva bisogno. Da tempo stava infatti ordendo un colpo di stato contro le istituzioni democratiche del paese, e lunghe discussioni per distogliere l'attenzione erano ciò che gli serviva per guadagnare tempo.
Ulmanis credeva fermamente nell'idea di un governo forte, solido e con il completo supporto del popolo. Prevedeva l'avvento di una nuova era di unità. I suoi ideali politici erano il dittatore inglese Oliver Cromwell, che fu leader della guerra civile inglese e successivamente depose il parlamento. Ulmanis poteva contare su validi alleati. Fra i più stretti vi erano il diplomatico e politico Vilhelms Munters e il politico Alfrēds Bērziņš. Accanto a essi era presente il Generale Jānis Balodis, eroe nella guerra d'indipendenza. Con il suo alto rango e l'influenza nell'esercito lettone, ideò il piano per il colpo di stato. Altri due sostenitori importanti erano Marģers Skujenieks, un ex moderato di sinistra ora un nazionalista e il leader nazionalista di lunga data Arveds Bergs. La cospirazione iniziò nell'estate del 1933, e continuò fino alla primavera dell'anno successivo. Ulmanis era allora anche Primo ministro, e ciò facilitò il lavoro. I suoi sostenitori militari ebbero il tempo di radunare truppe fedeli. Il più grosso traguardo fu il supporto degli Aizsargi (una guardia nazionale paramilitare) che avrebbero agito come forza di polizia e assicurato l'ordine nelle aree rurali. Originariamente il golpe era previsto per lunadì 14 maggio 1934 e la notizia era divenuta di pubblico dominio, tanto che l'indomani, nei corridoi del parlamento nel pomeriggio Ulmanis e Nei corridoi del parlamento nel pomeriggio Ulmanis ed il suo fedelissimo compagno di partito Alfrēds Bērziņš incontrarono il deputato socialdemocratico 
Brūno Kalniņš, figlio del presidente della Saeima (il Parlamento lettone) Pauls Kalniņš, che vedendoli esclamò: ”Ehi, generali putschisti, per quando è il colpo di stato? Non doveva il putsch già arrivare ieri, lunedì?”. Bērziņš sorridendo rispose che quello che non è riuscito il lunedì, si può sempre fare il martedì. Il 15 maggio era appunto un martedì ed il putsch era in corso.

### Il regime dittatoriale
Il 15 maggio 1934, Ulmanis, in qualità di Primo ministro, sciolse la Saeima (il parlamento lettone), e stabilì un regime autoritario non parlamentare nelle sue mani. Numerosi ufficiali dell'esercito e gli Aizsargi leali a Ulrmanis si mossero contro uffici pubblici, infrastrutture di trasporto e delle comunicazioni. Molti funzionari politici legittimamente eletti furono imprigionati illegalmente, così come qualsiasi ufficiale militare che mostrasse resistenze al colpo di stato.

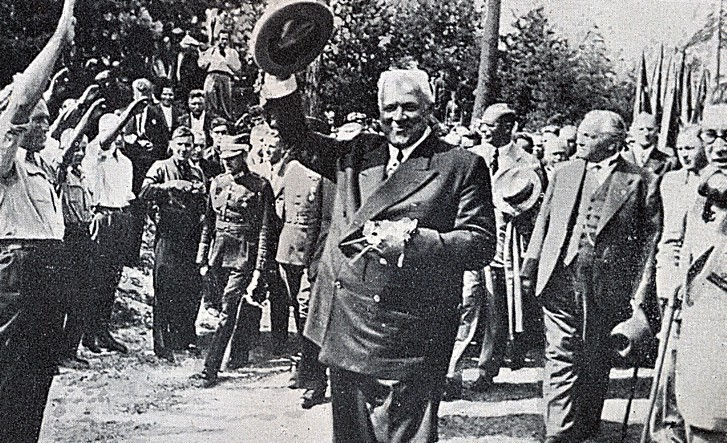
Karlis Ulmanis visita i suoi sostenitori (1934)

Tutti i partiti politici, compreso lo stesso partito di Ulmanis, furono dichiarati illegali. Una parte della Costituzione lettone e delle libertà civili furono sospese. Tutti i giornali o le organizzazioni possedute dai partiti politici furono chiuse. Circa 2000 socialdemocratici furono inizialmente incarcerati dalle autorità, tra cui molti parlamentari socialdemocratici che facevano parte della sciolta Saeima, essendo membri di varie organizzazioni di destra, come la Pērkonkrusts. Fra costoro, 369 socialdemocratici, 95 membri del Pērkonkrusts, attivisti nazisti dalle comunità tedesche del Baltico, e un paio di politici provenienti da altri partiti, furono internati in un campo di prigionia creato nel distretto Karosta di Liepāja. Dopo che numerosi socialdemocratici, tra cui Bruno Kalniņš, furono prosciolti dalle accuse di porto d'armi abusivo dalle corti di giustizia, questi ultimi iniziarono ad essere lentamente rilasciati nel tempo. Quelli che invece erano stati imputati per atti di tradimento, come Gustavs Celmiņš, rimasero dietro le sbarre per tutta la durata della pena, tre anni nel caso di Celmiņš.
A proposito del colpo di stato del 15 maggio del 1934, si narra d'un curioso botta - risposta tra il deputato socialdemocratico Brūno Kalniņš, figlio del presidente della Saeima Pauls Kalniņš, ed il fidato braccio destro di Ulmanis, Alfrēds Bērziņš, nei corridoi del parlamento, nel pomeriggio di quel fatidico gorno. Da alcune settimane circolava l'indiscrezione del preparativo del colpo di stato e la presunta data in cui avrebbe dovuto esser condotto a termine. Il primo ministro Ulmanis aveva convocato il parlamento in riunione per il giorno 15 maggio e, secondo la legge, in questo caso, la sede del governo e quella del capo dello stato, nel Castello di Riga, dovevano essere difese da unità militari, tutte fedeli ad Ulmanis. Ulmanis e Bērziņš incontrarono il deputato socialdemocratico che s'apprestava ad unirsi al consiglio dei ministri, allorché questi, vedendoli, in tono canzonatorio,  esclamò: ”Ehilà, generali putschisti, per quando è il colpo di stato? Non doveva già arrivare nella giornata di ieri, lunedì?”. Al che, altrettanto beffardamente, Bērziņš, di rimando, affermò, sorridendo: "Caro mio, quello che non è riuscito il lunedì, si può sempre fare il martedì! Ed oggi è appunto martedì".
Il Presidente uscente Alberts Kviesis rimase in carica fino al termine del suo mandato nel 1936, allo scadere del quale Ulmanis si appropriò della carica, divenendo allo stesso tempo sia presidente che primo ministro, una mossa chiaramente anticostituzionale. In assenza di un parlamento, le leggi erano promulgate da un gabinetto di ministri.
Spesso si crede che Ulmanis fosse un leader popolare, specialmente tra gli agricoltori e i lettoni, ma ciò è discutibile. Prima del colpo di stato del 1934, il Partito lettone dei contadini aveva ottenuto solo il 12.2% dei voti popolari alle elezioni parlamentari del 1931, il minimo storico ottenuto dal suo partito dall'approvazione della costituzione nel 1922, che da quella data era in costante declino politico. Inoltre, dal suo colpo di stato fino alla sua morte, per ovvi motivi, non esistono statistiche di voto o di popolarità affidabili.

#### L'ideologia del regime
Durante il suo regime, la Lettonia raggiunse importanti traguardi economici. Tramite l'applicazione di un'economia di vantaggi comparati, il Regno Unito e la Germania divennero i principali partner commerciali della Lettonia, mentre il commercio con l'URSS fu ridotto. L'economia, specialmente quella dei settori agricolo e manifatturiero, furono regolamentati ad un livello estremo, e Ulmanis procedette a nazionalizzare molte industrie del paese. L'economia seguì il modello di capitalismo di stato già sperimentato in altri regimi fascisti europei, come quello franchista o quello italiano, con la conseguente creazione di corporazioni. Le industrie furono divise in varie camere corporative per permettere allo Stato di entrare nell'economia e regolamentarla a proprio favore. Così, dal 1934 al 1938 furono istituite sei camere professionali, per il commercio, l'agricoltura, l'artigianato, l'industria e i mestieri d'arte. Le loro attività erano sottoposte al controllo di due organi speciali, il Consiglio degli Affari di Stato e il Consiglio di Stato per le Arti. Le camere erano anche controllate da altre associazioni di categoria, per lo più locali.

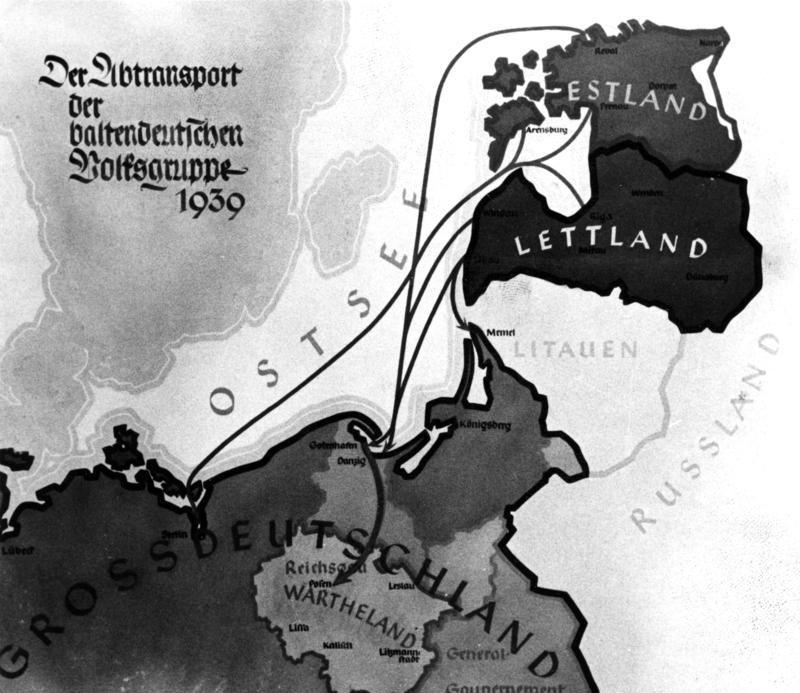
Un effetto della politica di preferenza nazionale in campo economico fu l'esodo dei Tedeschi del Baltico dalla Lettonia.

Ulmanis era un nazionalista lettone, che sposò lo slogan "La Lettonia ai Lettoni". Ufficialmente, proclamava che ogni comunità etnica in Lettonia poteva sviluppare la propria autentica cultura nazionale, invece di adeguarsi a quella lettone, ma in pratica, la politica di Ulmanis, già prima della sua ascesa al potere, era apertamente diretta all'eliminazione delle minoranze etniche dalla vita economica del Paese e alla limitazione di tutte le posizioni lavorative nell'economia nazionale ai soli lettoni "puri". Questo processo fu a volte nominato come "Lettonizzazione". Secondo alcune stime, circa il 90% delle banche e degli istituti di credito in Lettonia erano in mani lettoni nel 1939, contro il 20% del 1933. A riprova di ciò, Alfrēds Birznieks, allora ministro dell'agricoltura, in un discorso pronunciato a Ventspils il 26 gennaio 1936 dichiarò che:
"I Lettoni sono i soli padroni di questo paese; i Lettoni, saranno loro a promulgare le leggi e giudicare da sé ciò che è la giustizia".
Come risultato, la quota di minoranze - tedeschi, ebrei- russi, lituani - presenti nelle attività economiche diminuì.
Simili politiche furono implementate anche nell'istruzione. Durante il regime di Ulmanis, l'educazione era fortemente enfatizzata, e il grado di alfabetizzazione raggiunse alti livelli. Tuttavia, soprattutto nella Lettonia orientale, l'educazione era usata attivamente come strumento di assimilazione delle minoranze.
L'ideologia del regime era infatti basata su una trinità: il Leader, l'unità nazionale, ed il nazionalismo. L'obiettivo del nazionalismo di Ulmanis era quello di raggiungere il predominio nazionale lettone in economia e nella cultura. La cultura e la lingua lettone erano considerate come fattore di unità nazionale. Molta importanza fu data all'unità nazionale. La solidarietà, l'unità ed il pensiero collettivo furono posti come priorità del regime, e la figura dell'agricoltore lettone fu dichiarato simbolo principale della nazione.
È tuttavia importante notare come, nonostante Ulmanis fosse un capo assoluto, non permise alcuna violenza fisica o atti illeciti nei confronti delle minoranze e trattò duramente sia gli estremisti di destra sia di sinistra, e riservò un duro trattamento sia ai simpatizzanti nazisti che quelli comunisti. Tra il 1920 e il 1938, molti ebrei scapparono dall'Unione Sovietica e dalla Germania nazista, trovando rifugio in Lettonia.

### Ultimi anni e morte

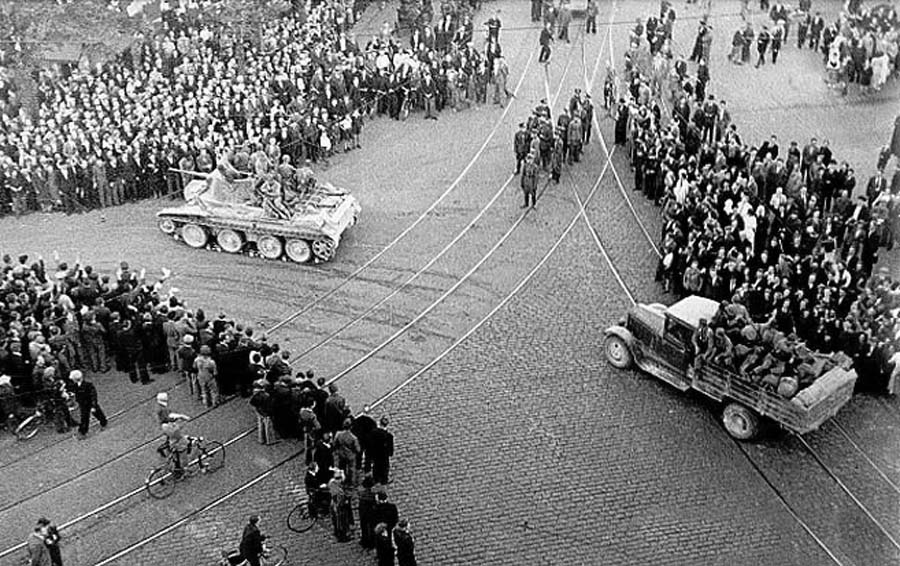
Le truppe sovietiche entrano a Riga nel 1940.

Nel 1939 Adolf Hitler e Iosif Stalin firmarono un accordo di non aggressione, il famoso Patto Molotov-Ribbentrop, che conteneva un addendum segreto (rivelato solo nel 1945) che stabiliva la divisione dell'Europa orientale in sfere di influenza. La Lettonia sarebbe stata assegnata alla sfera di influenza sovietica. In seguito ad un ultimatum sovietico nel 1939, Ulmanis fu costretto ad ammettere basi militari sovietiche in Lettonia, e l'invio di 20.000 soldati sovietici nel Paese. Un ulteriore ultimatum fu recapitato dal Cremlino il 15 giugno 1940 ed anch'esso fu accettato, ma ciò non poté impedire che nello stesso mese lo Stato baltico fosse completamente occupato dall'Unione Sovietica. Ulmanis ordinò ai lettoni di non opporre resistenza all'Armata Rossa, dichiarando in un discorso alla radio: «Io resterò al mio posto e voi ai vostri». Insieme alle truppe, i sovietici inviarono anche un delegato speciale, Andrey Vyshinsky, che raggiunse Riga per supervisionare la presa del potere. Ulmanis divenne ostaggio degli invasori e accettò di cambiare la legislazione per permettere nuove elezioni.
Il 21 luglio 1940 Ulmanis fu costretto a dimettersi, e al suo posto fu insediato Augusts Kirhenšteins. Ulmanis chiese al governo sovietico una pensione che gli permettesse di emigrare in Svizzera, e i sovietici gli risposero che era possibile, ma successivamente fu costretto a salire su un treno per a Mosca, e lì fu bloccato dall'NKVD che lo trasferì a Stavropol, città dell'attuale Russia, dove lavorò come contadino per un anno, in condizioni miserabili. Nel luglio 1941, a seguito dell'invasione tedesca dell'Unione Sovietica, fu arrestato preventivamente e imprigionato. Un anno dopo, dato che le armate tedesche erano ormai vicine a Stavropol, lui e altri prigionieri furono evacuati nella prigione di Krasnovodsk, oggi in Turkmenistan. Lungo la strada, contrasse la dissenteria e morì il 20 settembre 1942. Non si conosce l'esatta ubicazione della sua tomba, ma il cimitero di Turkmenbashi ospita un piccolo memoriale in suo onore. Ulmanis non aveva moglie né figli, poiché, come era solito dire, lui era "sposato con la Lettonia".

## Giudizio storico
L'eredità lasciata da Karlis Ulmanis alla Lettonia e ai lettoni è complessa.

Francobollo uscito nel 2001 dedicato a Karlis Ulmanis.

Dopo la Seconda guerra mondiale, il regime sovietico fece sì che nella Repubblica socialista lettone, Ulmanis fosse riconosciuto come un fascista, indistinguibile dai nazisti, accusandolo di corruzione e repressioni sanguinose nei confronti dei lavoratori lettoni. Tuttavia Ulmanis aveva di fatto dichiarato illegale il partito fascista ed imprigionato il suo leader, Gustavs Celmiņš

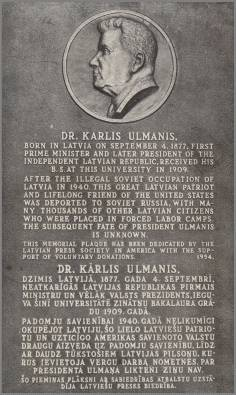
Targa commemorativa presso l'Università del Nebraska-Lincoln, 1954

Sempre nel dopoguerra, tra gli immigrati lettoni in esilio, Ulmanis fu idealizzato da coloro che videro nei suoi sei anni di regime autoritario un'Età dell'oro per la Lettonia. Alcune tradizioni create da Ulmanis, come la Draudzīgais (donazioni caritatevoli a favore della propria ex-scuola) continuarono ad essere tenute in vita.
Nella Lettonia indipendente odierna, Ulmanis continua ad essere popolare, anche se è considerata una figura controversa. Molti connazionali vedono in lui il simbolo dell'indipendenza lettone pre-guerra, e gli storici sono generalmente concordi sul ruolo positivo che ebbe come primo ministro durante gli anni di formazione della neonata repubblica. Discorso completamente diverso quello riguardante il periodo autoritario, con opinioni discordanti. Da un lato è possibile attribuire ad Ulmanis l'aumento della prosperità economica dei lettoni "puri" nel corso degli anni Trenta, e sotto il suo governo non c'era lo stesso livello di militarismo di massa o di oppressione politica che caratterizzavano le altre dittature del periodo. D'altra parte tuttavia, altri storici, come il biografo di Ulmanis, Edgars Dunsdorfs, sono del parere che un uomo che sciolga il parlamento e adotti un regime autoritario non può essere considerato una figura positiva, anche se quel regime fosse stato prosperoso per i suoi sottoposti.
Un segno della popolarità di Ulmanis durante i primi anni di indipendenza dal dominio sovietico fu l'elezione del pronipote Guntis Ulmanis come Presidente della Lettonia nel 1993.
Una delle maggiori arterie stradali di Riga, la capitale della Lettonia, è dedicata a lui (Kārļa Ulmaņa gatve, precedentemente chiamata Ernst Thälmann). In anni recenti un monumento dedicato a Ulmanis fu eretto in un parco del centro della città. Il monumento non è l'unico in tutta la Lettonia, ed una stele commemorativa è stata posta nell'Università del Nebraska. 
Ulmanis è ritratto in luce molto positiva nel film lettone del 2007 Rigas Sargi (I difensori di Riga), anche se il film è basato sulla difesa di Riga contro le truppe Russo-tedesche nel 1919.